# Fousseny Coulibaly
Fousseny Coulibaly (Abidjan, 12 dicembre 1992) è un calciatore ivoriano, centrocampista dell'Al-Shawehly e della nazionale ivoriana.

## Carriera

### Club
Coulibaly ha giocato con la Stella Adjamé, il Monastir, l'Espérance e lo Stade Tunisien.

### Nazionale
Nel dicembre 2017 ha annunciato la sua intenzione di fare domanda per ottenere la cittadinanza tunisina e di rappresentare la nazionale tunisina. Nel febbraio 2018 è stato annunciato che la domanda di Coulibaly non sarebbe stata elaborata in tempo per i Mondiali 2018.

## Statistiche

### Cronologia presenze e reti in nazionale
| Cronologia completa delle presenze e delle reti in nazionale ― Costa d'Avorio | Cronologia completa delle presenze e delle reti in nazionale ― Costa d'Avorio | Cronologia completa delle presenze e delle reti in nazionale ― Costa d'Avorio | Cronologia completa delle presenze e delle reti in nazionale ― Costa d'Avorio | Cronologia completa delle presenze e delle reti in nazionale ― Costa d'Avorio | Cronologia completa delle presenze e delle reti in nazionale ― Costa d'Avorio | Cronologia completa delle presenze e delle reti in nazionale ― Costa d'Avorio | Cronologia completa delle presenze e delle reti in nazionale ― Costa d'Avorio |
| Data                                                                          | Città                                                                         | In casa                                                                       | Risultato                                                                     | Ospiti                                                                        | Competizione                                                                  | Reti                                                                          | Note                                                                          |
| ----------------------------------------------------------------------------- | ----------------------------------------------------------------------------- | ----------------------------------------------------------------------------- | ----------------------------------------------------------------------------- | ----------------------------------------------------------------------------- | ----------------------------------------------------------------------------- | ----------------------------------------------------------------------------- | ----------------------------------------------------------------------------- |
| 6-7-2013                                                                      | Kaduna                                                                        | Nigeria                                                                       | 4 – 1                                                                         | Costa d'Avorio                                                                | Qual. Campionato delle Nazioni Africane 2014                                  | -                                                                             |                                                                               |
| 27-7-2013                                                                     | Abidjan                                                                       | Costa d'Avorio                                                                | 2 – 0                                                                         | Nigeria                                                                       | Qual. Campionato delle Nazioni Africane 2014                                  | -                                                                             | 63’                                                                           |
| 26-3-2021                                                                     | Niamey                                                                        | Niger                                                                         | 0 – 3                                                                         | Costa d'Avorio                                                                | Qual. Coppa d'Africa 2021                                                     | -                                                                             | 40’ 58’                                                                       |
| 29-3-2022                                                                     | Londra                                                                        | Inghilterra                                                                   | 3 – 0                                                                         | Costa d'Avorio                                                                | Amichevole                                                                    | -                                                                             | 46’                                                                           |
| Totale                                                                        |                                                                               | Presenze                                                                      | 4                                                                             |                                                                               | Reti                                                                          | 0                                                                             |                                                                               |

## Palmarès

### Club

#### Competizioni nazionali
- Campionato tunisino: 6

Espérance: 2016-2017, 2017-2018, 2018-2019, 2019-2020, 2020-2021, 2021-2022

#### Competizioni internazionali
- CAF Champions League: 2

Espérance: 2018, 2018-2019